# Écriture jurchen
L'écriture jurchen est le système d'écriture utilisé pour écrire le jurchen au XIIe siècle et au XIIIe siècle du temps de la dynastie Jin fondée par les Jurchens, les ancêtres des Mandchous dans le nord de la Chine. Il est issu de l'écriture khitan qui est elle-même dérivée de l'écriture chinoise.
L'écriture jurchen n'a été qu'en partie décodée. D'après le glossaire jurchen-chinois, elle contient 720 caractères. C'est un mélange de logogrammes représentant des mots complets sans indication phonétique et de phonogrammes représentant des sons.
Elle n'est pas liée à l'écriture mandchoue utilisée sous la dynastie Qing à partir du XVIIe siècle car cette dernière utilise un alphabet dérivé de l'alphabet mongol traditionnel.

## Histoire

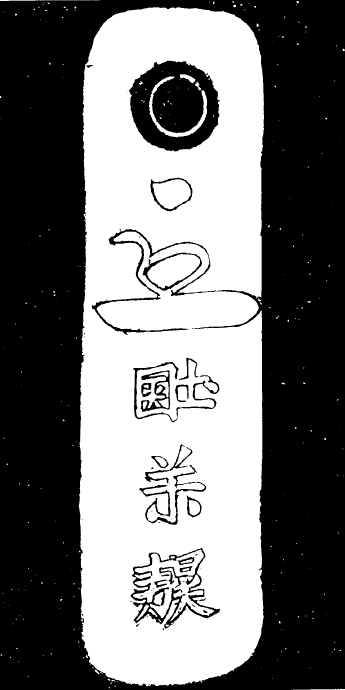
Paizi en argent (signe d'autorité) portant l'inscription « confiance du pays » (Shaigino, Kraï du Primorie)

Selon L'histoire de la Dynastie Jin, après avoir utilisé l'écriture Khitan, l'écriture jurchen est mise en place par le chancelier Wanyan Xiyin en 1119-1120 ; elle est connue sous le nom de grande écriture. Une deuxième version, la petite écriture, est instaurée en 1138 par l'empereur Xizong et est utilisée à partir de 1145.
Aucun livre écrit en jurchen n'est connu. Par contre, à partir de 1164, un grand nombre de Classiques chinois, des textes taoïstes et confucianistes ainsi que des guides pour la préparation des examens impériaux ont été traduits en jurchen. Cependant, il n'en existe aussi plus aucun exemplaire.
La plupart des textes existants sont des courtes inscriptions sur des tampons, des objets en céramique, des miroirs ou des graffitis et l'on connait surtout neuf inscriptions lapidaires sur des monuments. La plus connue est celle de la stèle de la colline de la Victoire commémorant la victoire d'Aguda sur les Liao qui consiste en une traduction abrégée du texte en chinois écrit sur le devant de la stèle. La plus ancienne inscription serait celle de Kyongwon dans le nord de la Corée et daterait de 1138-1153.
L'inscription la plus récente se trouve sur la stèle du temple de Yongning érigée en 1413 sur les bords de l'Amour lors de l'expédition de l'amiral Yishiha. Elle porte le mantra bouddhiste « Om mani padme hum » en quatre langues (jurchen, chinois, mongol, tibétain).
Pendant longtemps, on ne connaissait aucun manuscrit sur papier jusqu'à la découverte en 1968 d'un texte de deux pages daté de 1217 dans la collection de manuscrits tangoutes de l'institut de manuscrits orientaux de Saint-Pétersbourg. Il n'a pas encore été déchiffré.
Ensuite une copie du Nüshen zishu (Le livre des caractères jurchens)  a été découverte en 1979 au pied d'une stèle du musée Beilin de Xi'an. Écrit par Wanyan Xiyin, c'est une liste de caractères en grande écriture, chaque caractère représentant un mot complet.
L'écriture jurchen devait être relativement largement utilisée si l'on considère les nombreux graffitis laissés à la pagode blanche de Hohhot.

## Structure

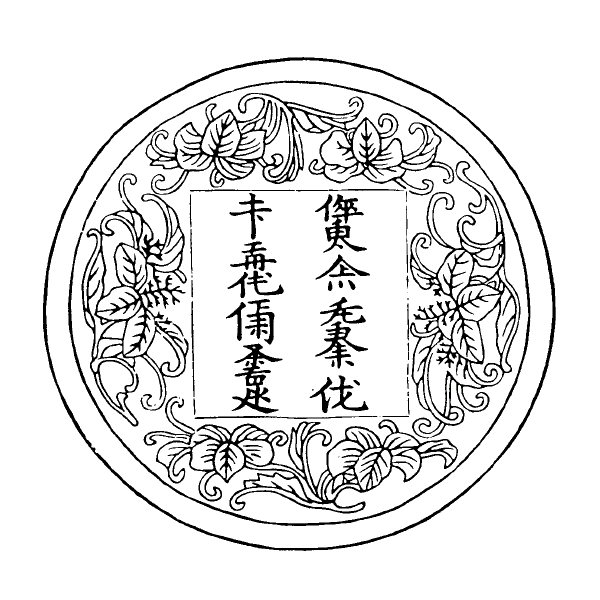
Dessin de Yanzhou Shanren (1526-1590) représentant un médaillon portant le couplet « Quand un roi sage se soucie de la vertu, les étrangers viennent de toutes parts comme invités » en écriture jurchen.

De nombreux caractères jurchens peuvent être considérés comme une copie ou la copie déformée de caractères chinois ou de caractères de la grande écriture khitan ayant un sens similaire. D'autres ont été dérivés des caractères chinois car leur prononciation ressemblait à celle du mot jurchen. Peu de caractères se rapportent à la petite écriture des khitans, cependant, l'écriture jurchen lui emprunte l'idée d'utiliser des symboles phonétiques pour les terminaisons grammaticales, pour la transcription des mots empruntés au chinois et pour les mots ne possédant pas d'idéogrammes spécifiques.
En comparant le Nüshen zishu avec les inscriptions plus tardives, on peut suivre le développement de cette écriture qui commence avec des idéogrammes et évolue vers une combinaison d'idéogramme et de phonogrammes. De nombreux mots écrits originellement avec un seul caractère sont par la suite écrits avec deux ou trois caractères, le caractère désignant le mot entier étant par la suite utilisé pour le début et étant complété par des caractères phonétiques.

## Inscriptions monumentales en jurchen
- Monument commémorant la construction d'un temple bouddhiste à Kyongwon (Corée du Nord) entre 1138 et 1153: Liste des noms et des titres des personnes ayant contribué à la construction du temple, 500 caractères.
- Inscriptions sur un rocher dans les montagnes de Meihekou (Jilin), datant de 1167 : Inscription bilingue en chinois et en jurchen célébrant la défaite des Liao (20 caractères) et inscription de 80 caractères commémorant la création d'un bureau en 1116.
- Stèle de la colline de la Victoire (1185, Fuyu (Jilin)) : Mémorial bilingue en chinois et en jurchen avec 1500 caractères jurchens célébrant la victoire sur les Liao.
- Mausolée du général Zhaoyong (1186, Shulan, Jilin) : 21 caractères.
- Inscriptions de Serven Khaalga (1196, Hentiy, Mongolie) : Inscription sur un rocher commémorant une victoire de Wanyan Xiang et donnant le titre de cautquri à Genghis Khan.140 caractères avec version chinoise.
- Monument commémorant le pique-nique d'Aotun Liangbi (1210) : Sur le devant, quatre lignes d'Aotun Liangbi écrites en chinois avec sur le côté gauche trois lignes en jurchen écrites par son ami Bu Xiuhong.
- Monument portant un poème d'Aotun Liangbi (temple Youde à Penglai, Shandong) : 170 caractères gravés en utilisant la calligraphie cursive d'Aotun Liangbi.
- Inscription sur un rocher du mont Kwansan à Pukchong (Corée du Nord, 1218) : 40 caractères concernant la présentation d'une statue bouddhiste
- Monument reprenant le nom des candidats ayant obtenu le degré de jinshi en 1224 (temple confucéen de Kaifeng, Henan) : Mémorial originellement bilingue en chinois et en jurchen avec 1100 caractères jurchens.
- Stèle du temple de Yongning (1413, Kraï de Khabarovsk, Russie) : Stèle en quatre langues (jurchen, chinois, mongol, tibétain). 700 caractères jurchens dont le mantra bouddhiste « Om mani padme hum ».

Il existe aussi d'autres courtes inscriptions sur des objets comme par exemple des miroirs, des tampons et des paiza.

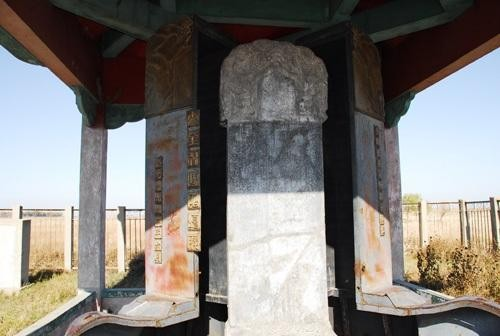
Stèle de la colline de la Victoire (Jilin)
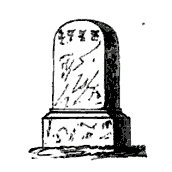
Stèle du temple de Yongning (Russie)
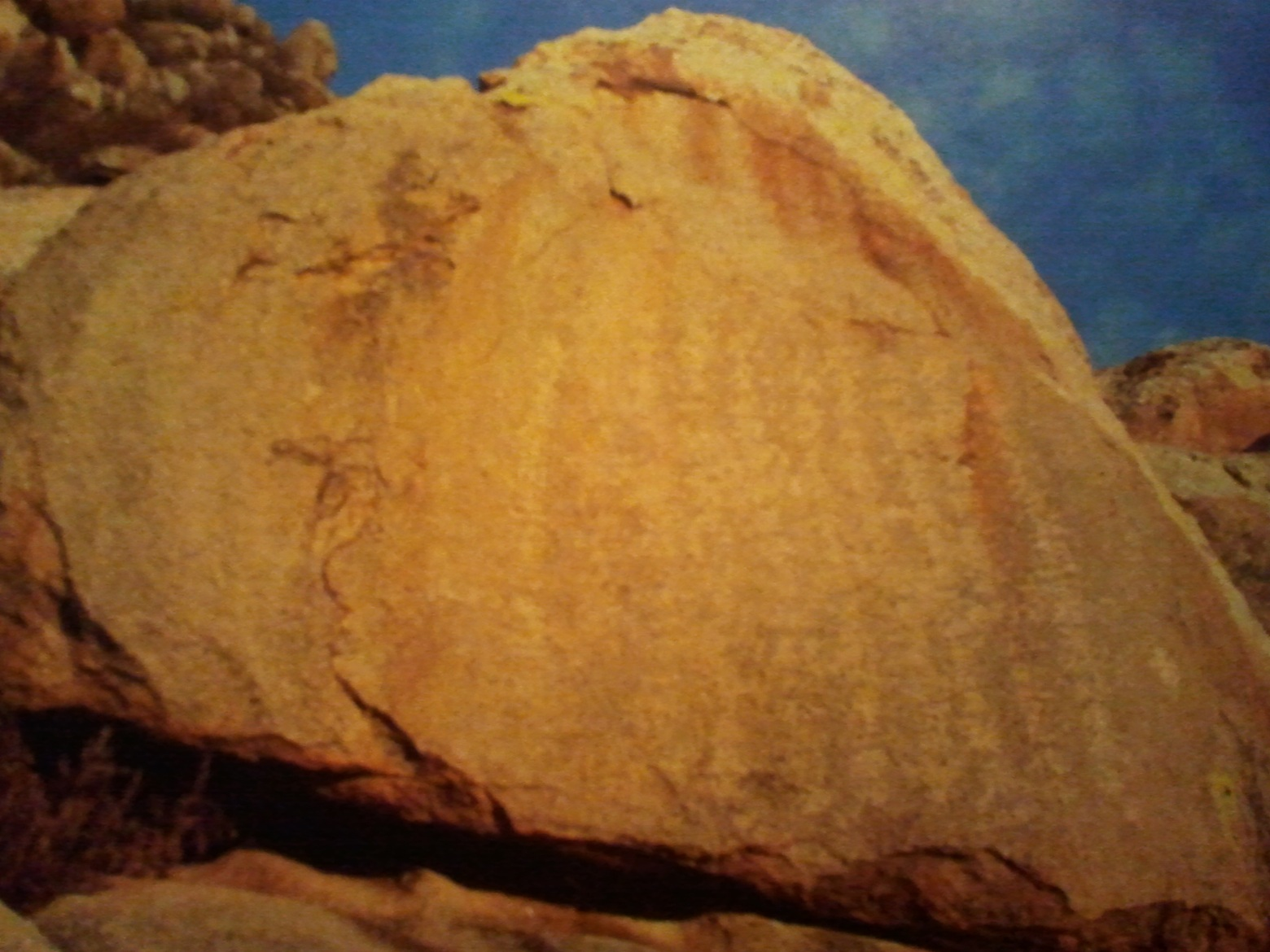
Inscriptions de Serven Khaalga (Mongolie)